# TT96
La tombe thébaine TT 96 est située à Cheikh Abd el-Gournah, dans la nécropole thébaine, sur la rive ouest du Nil, face à Louxor en Égypte. Elle est connue sous le nom de « tombe aux vignes » en raison de sa décoration.
C'est la sépulture d'un noble égyptien, Sennefer, maire de Thèbes.